# Chen Jingrun

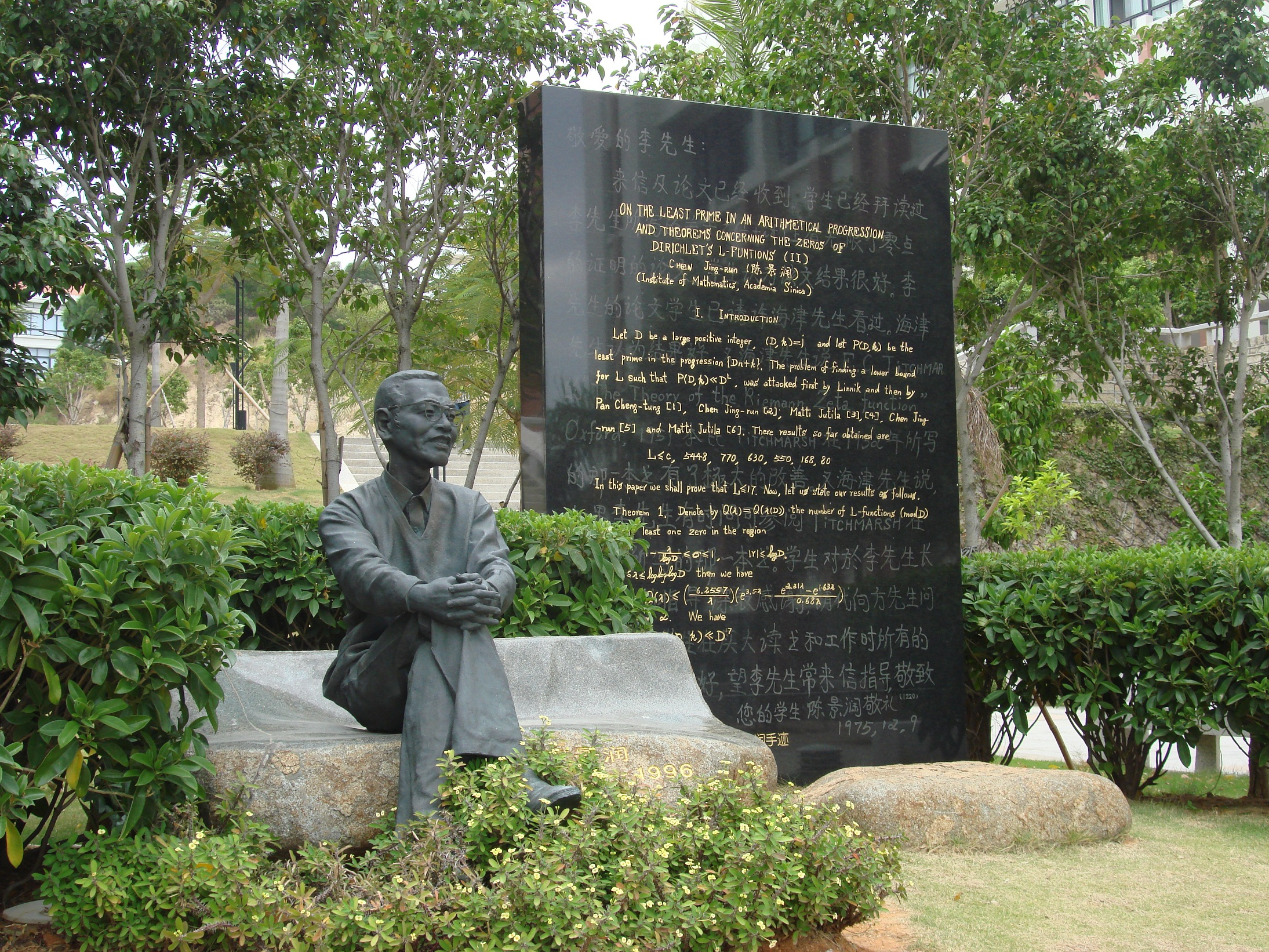
Posąg Chena na Uniwersytecie Xiamen

Chen Jingrun (chiń. upr. 陈景润; chiń. trad. 陳景潤; pinyin Chén Jǐngrùn; ur. 22 maja 1933, zm. 19 marca 1996) – chiński matematyk zajmujący się teorią liczb.
Nazwiskiem Chen Jingruna została nazwana planetoida (7681) Chenjingrun odkryta w 1996 roku.

## Twierdzenie Chena
Największym jego osiągnięciem było tzw. twierdzenie Chena, stanowiące słabszą wersję hipotezy Goldbacha. Według powyższej hipotezy każdą liczbę naturalną parzystą większą od liczby 2 przedstawić można jako sumę dwóch liczb pierwszych. Twierdzenie Chena różni się jedynie tym, że drugi składnik sumy może być liczbą półpierwszą. Twierdzenie Chena zostało udowodnione w roku 1966. Istnieje także pojęcie liczby pierwszej Chena, czyli liczby pierwszej p o tej własności, że p+2 jest liczbą pierwszą bądź półpierwszą.
Oto początkowe elementy ciągu liczb pierwszych Chena:
- 2 3 5 7 11 13 17 19 23 29 31 37 41 47 53 59 67 71 83 89 101

Spośród każdej pary liczb bliźniaczych mniejsza w parze jest zawsze liczbą pierwszą Chena.